# 聖瑪爾定教堂 (蘭茨胡特)

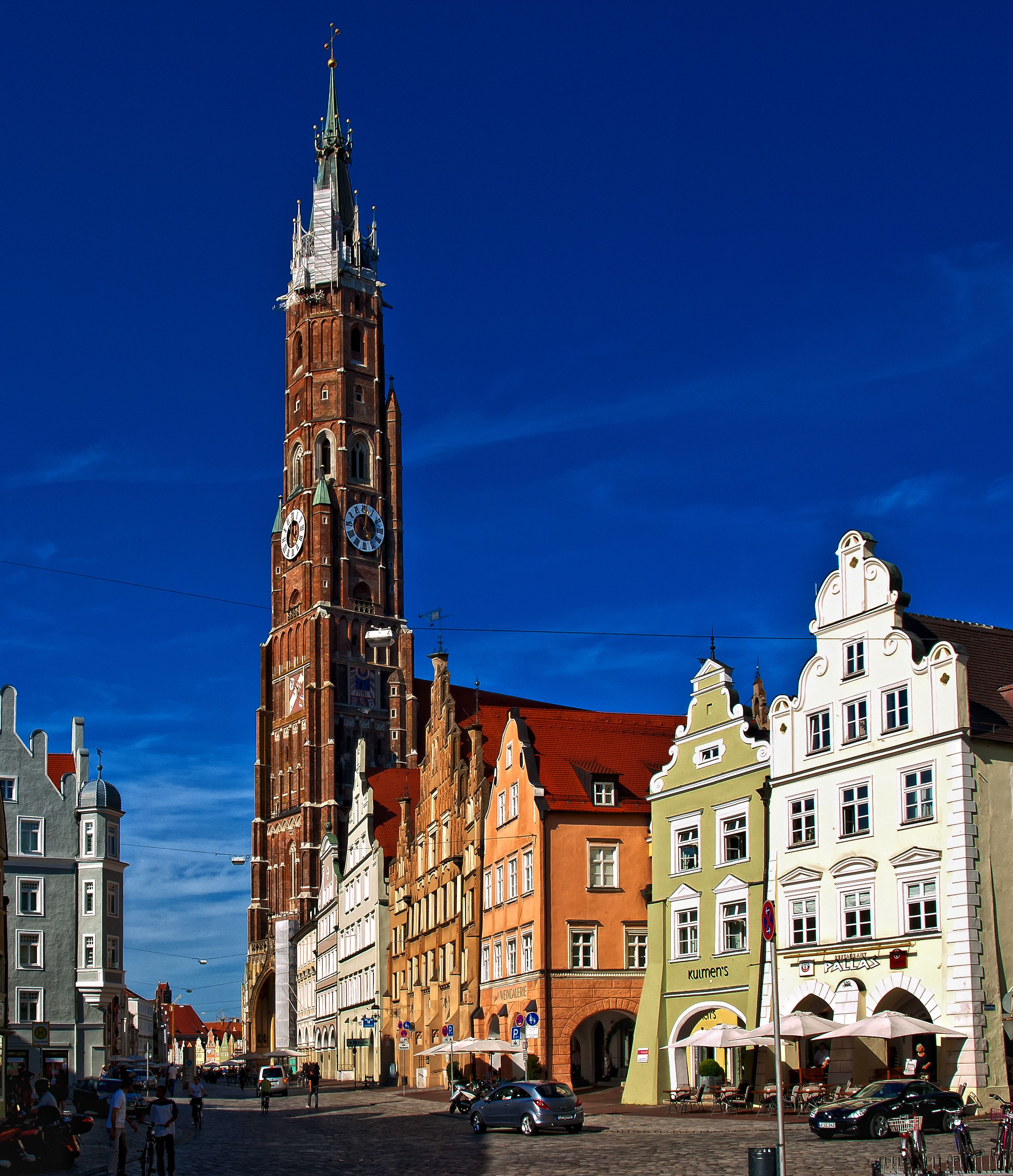
聖瑪爾定教堂

聖瑪爾定教堂（Martinskirche）是德國巴伐利亞州城市蘭茨胡特伊萨尔河畔的一座中世紀教堂。這座教堂由磚塊建造，使用5000多根云杉木桩作为地基，塔楼高度達130.6（428英尺）1，1500年完工，是當地重要的地標，也是巴伐利亞州最高的教堂以及世界最高的磚質教堂。

## 外部連結
- Structurae数据库中聖瑪爾定教堂 (蘭茨胡特)的数据

- SkyscraperPage - St. Martin's Church （页面存档备份，存于）